# Atyella
Atyella is een geslacht van kreeftachtigen uit de klasse van de Malacostraca (hogere kreeftachtigen).

## Soorten
- Atyella brevirostris Calman, 1906
- Atyella longirostris Calman, 1906